# Lars Oostveen
Lars Oostveen (Heiloo, 6 september 1976) is een Nederlandse presentator, producer en acteur. Hij werd bekend als vj bij MTV Europe en als Vico Maesland in de televisieserie Lotte.

## Biografie
Oostveen studeerde na zijn middelbare school Internationaal Management aan de HEAO en volgde een acteeropleiding aan de Mountview Theatre School in Londen. Ook volgde hij diverse mediaworkshops op het gebied van presentatie- en interviewtechnieken, en nam hij deel aan het Leadership Development Program aan Nyenrode Business Universiteit.

## Carrière
Oostveen kreeg internationale bekendheid toen hij in 1997 tijdens een werkvakantie in een Italiaans skioord door MTV als vj werd gecast. Vanuit Londen presenteerde hij vijf dagen per week een live-programma, waar hij grote sterren interviewde.
Nadat hij in 1999 bij de zender stopte, bleef hij in Londen wonen en speelde als acteur in diverse theaterproducties, televisieseries en films in Engeland en Duitsland, waaronder in de door Jeroen Krabbé geregisseerde verfilming van Mulisch’ bestseller The Discovery of Heaven. Toen hij in 2006 terug naar Nederland kwam om de hoofdrol te spelen in de televisieserie Lotte, vertelde hij over die periode: ‘Ik heb echt hele leuke dingen gedaan, waaronder een hoofdrol in de Britse comedyserie Extr@ en films, maar het is heel moeilijk om er echt tussen te komen. Je blijft toch een buitenlander.’
Van 2002 tot 2004 speelde hij mee in alle 13 afleveringen van de Franse, Duitse en Spaanse versie van de cursus extr@ in de rol van Sam Scott.
Voordat Oostveen aan Lotte begon, werd hij in 2004 als beginnend documentairemaker door Discovery Channel uit 700 kandidaten geselecteerd om deel te nemen aan ‘ReelRace’, een springplank voor aanstormend talent. Hoewel Oostveen nog steeds acteert en voice-overs inspreekt, richt hij zich momenteel hoofdzakelijk op het presenteren en produceren van inhoudelijk uitdagende projecten voor radio, televisie en online. Zo presenteerde hij een eigen radioprogramma op stadszender AmsterdamFM en deed hij voor omroep Salto verslag van Sail Amsterdam 2010. Ook interviewde hij voor de Verkiezing Omroepman/vrouw van het Jaar voor Broadcast Magazine zwaargewichten als Paul Witteman, Frits Barend, Erland Galjaard en Peter R. de Vries. Daarnaast is Oostveen als producer verbonden aan Eager Films, waar hij producties maakt voor grote opdrachtgevers als Exact en E.on.

## Trivia
Oostveen spreekt, naast Nederlands en Engels, vloeiend Spaans, Duits en Italiaans.